# Marcia Cross
Marcia Anne Cross (Marlborough, Massachusetts, 25 de març de 1962) és una actriu de televisió estatunidenca que s'ha destacat en sengles papers protagonistes a les sèries Melrose Place (1992-1997) i Desperate Housewives (2004-2012).

## Biografia
Marcia va néixer a Marlborough, Massachusetts. És una de les tres filles de Janet, professora, i Mark Cross, gerent de departament de personal. Va ser educada en la religió catòlica. Va fer l'ensenyament mig en la Marlborough High School, on es va formar el 1980. Després d'això, va rebre una mitja-borsa d'estudis per a Julliard, on es va formar el 1984 amb un batxillerat en actuació. Cross va tornar a estudiar el 1997, fent un curs de Psicologia en la universitat Antioch de Los Angeles, que va acabar el 2003.
Marcia va començar la seva carrera en la televisió el 1984, en la telenovel·la The Edge of Night, amb el paper de Liz Correll. Més tard, es va traslladar de Nova York a Los Angeles, i immediatament va aconseguir papers en pel·lícules per a la TV, com The Last Days of Frank and Jesse Jame, en el qual actua amb Johnny Cash i Kris Kristofferson. El 1986, entra al repartiment de la telenovel·la One Life to Live, de l'emissora ABC, on va fer el paper de Kate Sanders per un any. Després, va fer petites aparicions en programes com Who's the Boss?, Quantum Leap, Knots Landing i Cheers.

### Vida personal
Marcia va sortir bastant de temps amb l'actor Richard Jordan, que era 25 anys més gran que ella, no obstant això ell va morir d'un tumor en el cervell el 1993. El 2006, Marcia es va casar amb Tom Mahoney, a qui va conèixer inusitadament. En una entrevista per a David Letterman, explica que estava caminant pel carrer i es va sorprendre amb un home encomanant flors en una botiga. Ella no va conversar amb ell, però va donar el seu número a una de les empleades de la floristeria. Dues setmanes després, ell va connectar amb l'actriu, i els dos van començar la seva relació. Per tant, després del casament, Marcia va passar per un procés de fertilització in vitro, que va anar bé, i el febrer de 2007, va tenir dues bessones, Eden i Savannah.
El 2009, a Mahoney li van diagnosticar càncer, però el 2017 està controlat.

## Cinema i Televisió
Les seves pel·lícules més destacades són:
- Brass (1985)
- Murder, She Wrote (Col·laboració)
- Cheers setena temporada, capítol 21
- The Last Days of Frank and Jesse James (1986) (TV)
- Almost Grown (1988) (TV)
- Storm and Sorrow (1990) (TV)
- Bad Influence (1990)
- Knots Landing (1991-1992)
- Melrose Parc (1992-1997).
- Ripple (TV) (1995)
- All She Ever Wanted (1996) (TV)
- Female Perversions (1996)
- Always Say Goodbye (1996)
- Target Earth (1998)
- Dancing in September (2000)
- Living in Fear (2001)
- Eastwick (2002) (TV)
- King of Queens (2002)
- The Wind Effect (2003)
- Everwood (2003-2004)
- Desperate Housewives (2004–2012)
- Quantico (2015) (TV)[10]

### Publicitat
- 7UP Plus per als Estats Units (2005)
- Spar per a Àustria (2007 i 2010)
- Albert Bartlett per a Regne Unit (2009-2011)

### Altruisme
- Skin Cancer Takes Friends (2008)
- Stand Up To Cancer (2009-present)
- Pla International (2010-present)
- Because I am a Girl (2012-present)

## Premis i nominacions

### Nominacions
- 2005. Globus d'Or a la millor actriu en sèrie musical o còmica per Desperate Housewives
- 2005. Primetime Emmy a la millor actriu en sèrie còmica per Desperate Housewives
- 2006. Globus d'Or a la millor actriu en sèrie musical o còmica per Desperate Housewives
- 2007. Globus d'Or a la millor actriu en sèrie musical o còmica per Desperate Housewives